# 松本進
松本 進（まつもと すすむ、1941年12月7日 - 2016年1月4日）は、愛知県出身の元競艇選手。

## 来歴
1963年に連合会養成14期生として選手登録され、津でデビュー。同期には酒井忠義がいる。体重ハンデがありながら、早くから整備とプロペラに着目し、センター戦で迫力あるレースを見せた。1976年には選手表彰で特別賞に選出され、表彰式で笹川良一会長が「立派な髭だね。髭に負けんように」と激励。1977年には津25周年と蒲郡22周年に優勝すると、8月30日の浜名湖・第23回モーターボート記念競走では優出し、加藤峻二の四大特別競走2連勝は許すも、松野寛・安岐真人を抑えての3着と健闘。10月11日に福岡で開催された第24回全日本選手権競走では最インから好スタートを決めて押し切り、連覇がかかっていた野中和夫や特別競走3連勝をかけていた加藤、地元の岡本義則・八尋信夫、同期の島也茂を抑えて優勝。愛知勢に初のダービー制覇をもたらしたほか、自身唯一の四大特別競走・SG級レース制覇を飾る。松本は野中と第1前検日の前の同2日から博多に入り、ゴルフやネオン街に行くなどして楽しんでいた。ところが松本は55㎏まで減量したのに野中と飲み食いして、第1前検日には59㎏に増えてしまう。開催中は選手食堂で北原友次が「（太らない）体質だから」と気にせず豚骨ラーメンに米飯を食べている中、松本は牛乳とかき氷で減量。風邪で38度の熱も出たが序盤を2・1・4・1着とし、得点では野中の2位に付けた。予選最後の10Rでは先制した野中を1周2マークで逆転し、野中の連勝を4でストップさせた。準優勝戦では勢いに乗ってインからコンマ04で逃げ切り、体重は4㎏ほど落ちて55㎏に戻っていた。優勝した夜には中洲で野中に北山二朗、中道善博、村上一行らが朝まで松本の優勝を祝ったが、翌朝には59kgに戻っていた。1999年3月14日のびわこ一般「第21回びわこ王座決定戦競走」が最後の優出となり、1号艇2コース進入で4着であった。同年4月22日の徳山「一般競走」2日目2Rで6号艇2コースからまくりを決めて通算1989勝目を挙げるが、これが最後の勝利となった。2000年と2001年は出走が無く、2002年3月5日の常滑一般「中日スポーツ杯争奪ドラゴン大賞」初日1Rが最後の出走となり、6号艇6コース進入6着を最後に競争生活を終えた。同年引退。
引退後は日本モーターボート選手会碧南訓練所の所長を務める傍ら、競艇マクール誌上で「松本進の今日も飲もまい」を連載していた。
2013年にはボートレース殿堂マイスター入りを果たすが、2016年1月4日死去。74歳没。
同9日に行われた葬儀には野中も参列した。

## 獲得タイトル
※太字は四大特別競走を含むSG級レース
- 1969年 - 蒲郡開設14周年記念競走
- 1973年 - 東海地区選手権競走（常滑）
- 1977年 - 第24回全日本選手権競走（福岡）、津開設25周年記念競走、蒲郡開設22周年記念競走
- 1979年 - 福岡開設26周年記念競走
- 1984年 - 常滑開設31周年記念競走